# Joe McCoy
Joe McCoy (* 11. Mai 1905 in Jackson, Mississippi; † 28. Januar 1950 in Chicago, Illinois) war ein US-amerikanischer Blues-Gitarrist und Sänger. Er war der ältere Bruder von Papa Charlie McCoy. Bekannt war er als Kansas Joe McCoy, trat aber auch unter Pseudonymen wie Hillbilly Plowboy, Mud Dauber Joe, Hamfoot Ham, Georgia Pine Boy und Hallelujah Joe auf.
In den 1920er-Jahren spielte McCoy in Memphis, unter anderem in der Beale Street Jug Band. Hier lernte er seine Frau Lizzie Douglas kennen, die als Memphis Minnie bekannt wurde. 1929 nahmen sie zusammen den Hit Bumble Bee auf.
1930 zog das Paar nach Chicago und feierte dort bis zu seiner Scheidung Erfolge. In den späten 1930er Jahren bildete McCoy mit seinem Bruder die Band Harlem Hamfats, die auch die Sängerin Rosetta Howard begleiteten. Er nahm auch Solo-Titel auf, die er selbst komponierte, wie One More Greasing, Oh Red What You Gonna Do und Why Don’t You Do Right?.
Bei Ausbruch des Zweiten Weltkrieges wurde Charlie McCoy zum Militär eingezogen, während Joe wegen gesundheitlicher Probleme verschont blieb. Er gründete Big Joe & His Washboard Band, mit denen er bis zu seinem Tod im Alter von nur 44 Jahren auftrat.

## Tod und Vermächtnis
McCoy starb 1950 in Chicago im Alter von 44 Jahren an Herzkrankheiten, nur wenige Monate bevor Charlie McCoy starb. Beide sind auf dem Restvale Friedhof in Alsip, Illinois, beerdigt.